# آندرین ساتر
آندرین ساتر (انگلیسی: Andrine Sæther؛ زادهٔ ۷ سپتامبر ۱۹۶۴) هنرپیشه اهل نروژ است.
از فیلم‌ها یا برنامه‌های تلویزیونی که وی در آن نقش داشته‌است می‌توان به دنیای سوفی، چشم اوا اشاره کرد.